# Sabine (rzeka)

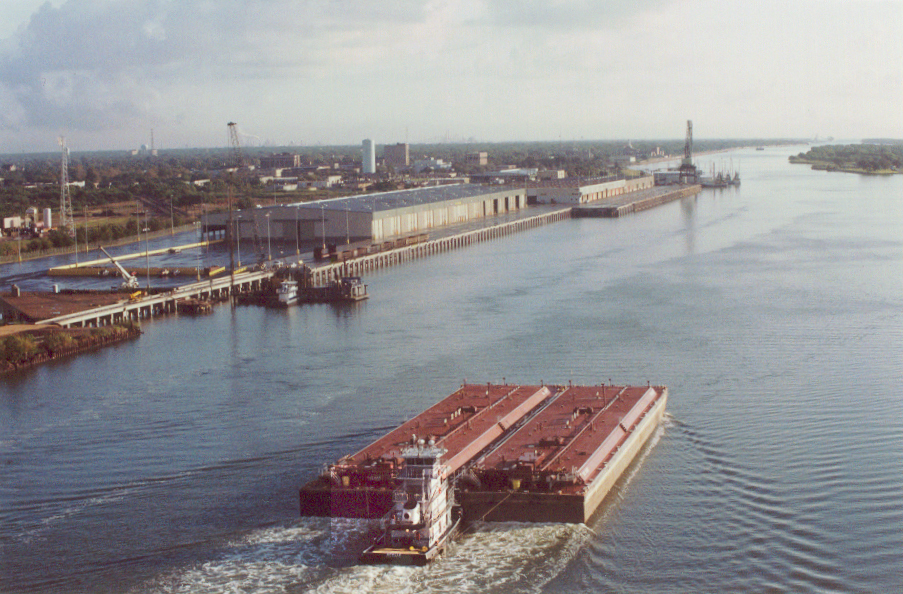
Rzeka Sabine przy ujściu w okolicy Port Arthur w Teksasie

Sabine – rzeka w południowo-zachodnich USA o długości 930 km oraz powierzchni dorzecza 26 900 km².
Źródła rzeki znajdują się w północno-wschodnim Teksasie, a uchodzi ona do Zatoki Meksykańskiej w Luizjanie.
Większe miasto nad rzeką to Port Arthur.